# Fienvillers
Fienvillers é uma comuna francesa na região administrativa de Altos da França, no departamento de Somme. Estende-se por uma área de 11,69 km². Em 2010 a comuna tinha 698 habitantes (densidade: 59,7 hab./km²).